# OKATO
OKATO (ОКАТО, Общероссийский классификатор объектов административно-территориального деления Obschtscherossijski klassifikator objektow administratiwno-territorialnogo delenija) ist ein Schlüssel zur Klassifizierung von administrativen Objekten der Russischen Föderation, ähnlich dem Gemeindeschlüssel im deutschsprachigen Raum.

## Objekte
Mit dem OKATO-Schlüssel werden folgende Objekte klassifiziert:
- Republiken
- Regionen (russisch krai, pl. kraja)
- Oblaste (Gebiete)
- Städte von Föderationsbedeutung
- Autonome Oblaste
- Autonome Kreise
- Rajons
- Städte
- Stadtbezirke
- Siedlungen städtischen Typs
- Selsowets (und gleichrangige Objekte)
- Ländliche Siedlungen (verschiedene Typen)

OKATO besteht aus drei Hierarchieebenen.

## Struktur
Die Struktur der Codebezeichnungen im Identifikationsblock ist, wobei optionale Teile in Klammern gesetzt sind, die im eigentlichen Code nicht geschrieben werden:
XX [XXX [XXX]] [K]
Hierbei sind
- 1. und 2. Ziffer – Objekte der obersten Hierarchieebene;
- 3. bis 5. Ziffer – Objekte der mittleren Hierarchieebene;
- 6. bis 8. Ziffer – Objekte der unteren Hierarchieebene;
- K – Kontrollziffer.

## Beispiel
Daurski selsowet des Sabaikalski rajon in der Oblast Tschita – 76 212 825 – der OKATO-Code besteht aus:
- 76 (1. und 2. Ziffer) – Oblast Tschita;
- 2 (3. Ziffer) – Code für Rajon (mittlere Hierarchieebene);
- 12 (4. und 5. Ziffer) – Sabaikalski rajon;
- 8 (6. Ziffer) – Code für Selsowet (Dorfsowjet) (untere Hierarchieebene);
- 25 (7. und 8. Ziffer) – Daurski selsowet.